# القايد بن حماد
القائد بن حمَّاد أو القايْد، ثاني حُكام الدولة الحمّادية، تولَّى بعد وفاة أبيه حمَّاد بن بُلكين بين سنوات فإستمر في المُلك من(419هـ- 1028م) إلى غاية وفاته في سنة (1054م)، تابع سياسة أبيه حمَّاد في التوسع غرباً حتى دخل ملك فاس، حمامة بن المعز بن عطية المغراوي في طاعته، في عهده حاول المعز بن باديس أن يستولي على بعض المناطق التابعة للحماديين، فحاصر قلعة الحماديين مدة، ولكن القائد صالحه فرجع المُعز عائداً من حيث أتى بعد أن حاصر مدينة أشير دون جدوى.
كانت الدولة الحمّادية تُعلن الدعوة للعباسيين و خطبتهم على منابرها و راياتها و شعاراتها، و لكن لما ساءت علاقة القايد بأقربائه الزيريين الذين كانوا قد خلعوا الدعوة الفاطمية، ترك الدعوة العباسية و خطب بإسم الخليفة الفاطمي مُدّعي الخلافة في القاهرة نكايةً في بني زيري و توقيًا للحملة الهلاليَّة، فقبل منه العُبيدي و قلَّدهُ لقب " شرف الدولة ".

## عهده
يُروى أنه كان سديد الرأي، عظيم القدر، تميزت فترة القايد بن حماد بالإستقرار، و هذا بسبب إنشغال المعز بن باديس عنه، و يعود السبب في ذلك إلى إنهماك المعز في محاولته التصدي لزحف العرب بقيادة بنو هلال في تغريبتهم المشهورة التي فشل المعز في صدّها و إنكسرت شوكت بني زيري علي يد العرب.
يذكر عنه إبن خلدون في كتابه :
زحف إليه حمامة المغراوي ملك فاس من مغراوة سنة ثلاثين وأربعمائة (430هـ) فخرج إليه القائد (أي القايد)، وسرّب الأموال في زناتة فأغراهم به، وأحس بذلك حمامة و خشي على مُلكه، فطلب الصُلح و دخل في طاعة القائد، ورجع إلى فاس، كما كان قد زحف إليه المعزّ من القيروان سنة أربع وثلاثين وأربعمائة(434هـ) { أيّ قبل زحف بني هلال } وحاصره مدّة طويلة، ثم صالحه القائد وانصرف المُعز إلى أشير فحاصرها، ثم أقلع عنها وانكفأ راجعا.
وراجع القائد طاعة العبيديّين لما نقم عليه قريبه الملك المعز الصنهاجي الذي خلع طاعة العبيديين، فأجاب خليفة العبيديين طلبه و لقبه "شرف الدولة".